# Europelta
Europelta is een geslacht van plantenetende ornithischische dinosauriërs, behorend tot de Ankylosauria, dat tijdens het vroege Krijt leefde in het gebied van het huidige Spanje. De enige benoemde soort is Europelta carbonensis.

## Vondst en naamgeving
In 2011 werden er in de Santa María-kolenmijn bij Ariño twee skeletten gevonden van een nog onbekende nodosauride, tijdens onderzoek naar een fossielhoudende laag die ook resten van de euornithopode Proa opleverde.
In 2013 benoemden en beschreven James Ian Kirkland, Luis Alcalá, Mark Loewen, Eduardo Espílez, Luis Mampel en Jelle Wiersma de typesoort Europelta carbonensis. De geslachtsnaam combineert een verwijzing naar Europa, in verband met het feit dat de vondst de meest complete nodosauride uit dat continent vertegenwoordigde, met een Dorisch Oudgrieks πέλτα, pelta, "licht rond schild", een gebruikelijk element in de namen van ankylosauriërs vanwege hun lichaamspantser. De soortaanduiding, afgeleid van het Latijn carbo, "steenkool", verwijst naar de oorsprong uit een in dagbouw geëxploiteerde kolenmijn, van de Sociedad Anónima Minera Catalano-Aragonesa die alle medewerking verleende aan het onderzoek.
Het holotype, AR-1/10, is gevonden in een kolenlaag van de Esuchaformatie, welke laag vermoedelijk dateert uit het vroegste Albien. Het bestaat uit een gedeeltelijk skelet met schedel. Bewaard zijn gebleven: een vrijwel complete schedel, de losse neusbeenderen, een stuk van de voorste onderkaak, vijftien losse tanden, zes halswervels, twee nekribben, een voorste ruggenwervel, zeven meer naar achteren gelegen ruggenwervels, een gedeelte van het heiligbeen, drie volledige ribben, zeven stukken rib, drie staartwervels, vier chevrons, een ravenbeksbeen met een stuk schouderblad, een stuk schouderblad, twee zwaardvormige uitsteeksels van het borstbeen, twee gedeeltelijke opperarmbeenderen, een rechterbekkenhelft, een linkerbekkenhelft minus darmbeen en zeventig osteodermen van het pantser. De botten lagen niet in verband, maar waren verspreid over een oppervlakte van zeven bij drie meter.
Het tweede skelet is het paratype, specimen AR-1/31. Ook dit bestaat uit een gedeeltelijk skelet. Bewaard zijn gebleven: een stuk linkeronderkaak, een los linkerangulare, tien losse tanden, vijf halswervels, negen ruggenwervels, een vergroeiing van drie of vier dorsosacrale wervels, een heiligbeen, een caudosacrale wervel, twee sacrale ribben, veertien staartwervels, een rechterdarmbeen, twee stukken van het linkerdarmbeen, twee zitbeenderen, ieder met het schaambeen eraan vergroeid, een rechterdijbeen, een rechterscheenbeen, een rechterkuitbeen, een calcaneus, vier middenvoetsbeenderen, acht kootjes, negen klauwen en negentig osteodermen. Ook dit skelet lag niet in verband, maar was verspreid over een oppervlakte van zes bij acht meter. Het werd op tweehonderd meter van het holotype gevonden in dezelfde laag. De skeletten maken deel uit van de gecombineerde collectie van de Fundación Conjunto Paleontológico de Teruel-Dinópolis/Museo Aragonés de Paleontología (FCPTD/MAP).

## Beschrijving

### Grootte, algemene bouw en onderscheidende kenmerken
Europelta is een middelgrote nodosauride met een lengte van ongeveer vierenhalve meter. Het dier staat voor een gepantserde dinosauriër vrij hoog op de poten en ook de romp is
vrij hoog, niet zo extreem afgeplat als bij sommige verwanten. Er staan horizontale stekels op de schouders, maar de stekels van de nek en de bovenkant van de romp zijn vrij laag. De staart is relatief kort en ontbeert een staartknots of lange stekels.
De beschrijvers wisten enkele onderscheidende kenmerken vast te stellen. Het quadratum is kort en overdwars breder dan bij enige andere bekende ankylosauriër. De achterrand van de schedel is hol in bovenaanzicht. Het heiligbeen beslaat in zijn naar boven bollende kromming een cirkelboog van 55°. Het schaambeen is volledig met het zitbeen vergroeid; tussen de positie van het aanhangsel voor het schaambeen en de processus postpubicus bevindt zich een spleetvormige opening. Het scheenbeen heeft 90% van de lengte van het dijbeen, een verhouding die hoger ligt dan bij enige andere bekende ankylosauriër. Het heupschild van het pantser heeft op de voorste hoeken grote osteodermen met een vlakke basis en overdwars afgeplatte kielen.

### Skelet

#### Schedel

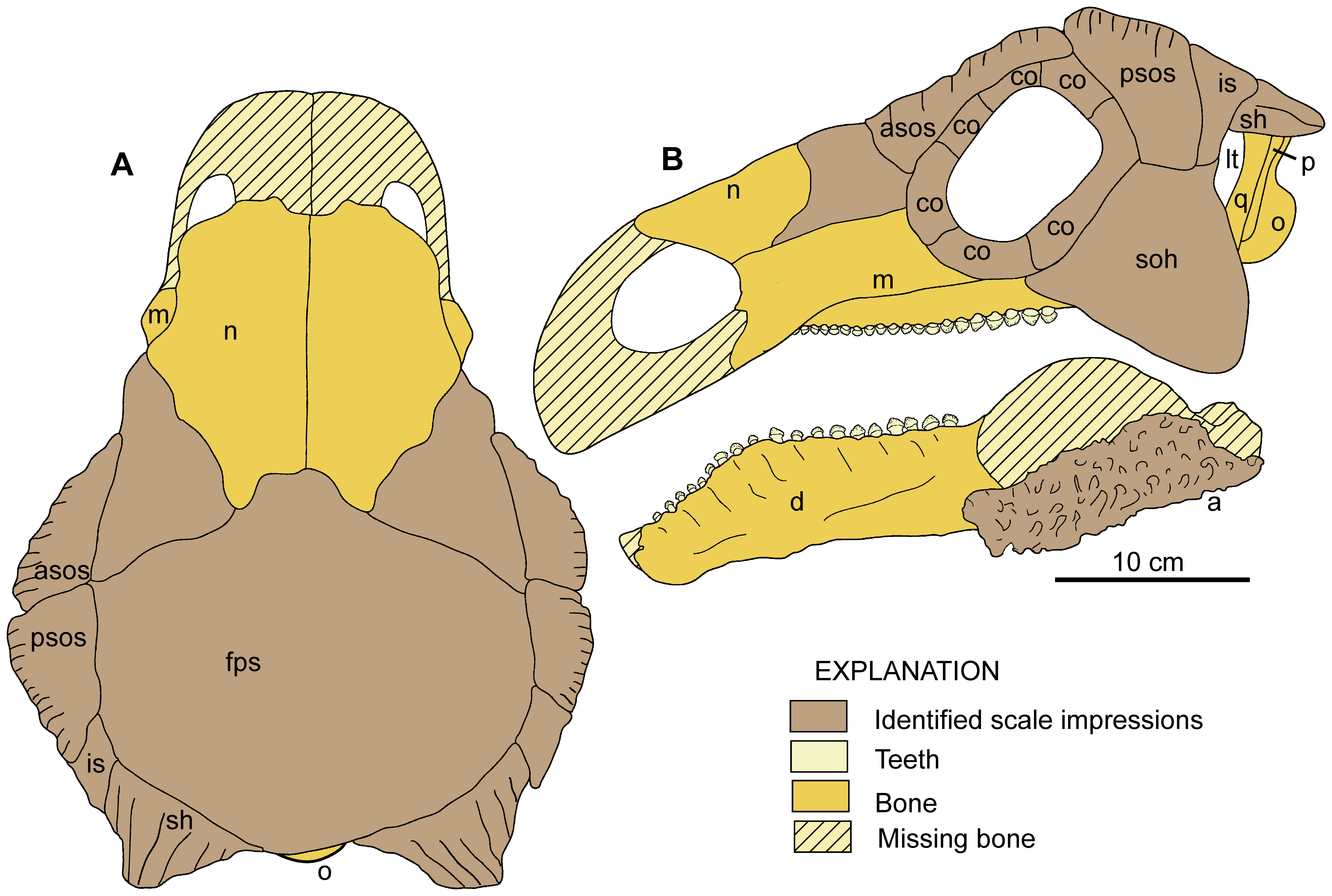
Schema van de schedel

De schedel heeft een lengte van 370,3 millimeter, is het breedst boven de oogkassen met 299,1 millimeter en versmalt naar achteren toe tot een breedte van 203,7 millimeter bij de squamosa zodat het geheel in bovenaanzicht het typische peervormige profiel heeft van afgeleide nodosauriden. De vernauwing aan het einde vindt geleidelijk plaats, zonder plotse inkeping zoals bij veel verwanten.
Het bovenkaaksbeen of maxilla is licht ingesnoerd waarbij de horizontaal gerichte buitenzijde in het midden ongeveer twee centimeter naar binnen wijkt. De voorkant van het bovenkaaksbeen vormt de achterkant van een enkelvoudig neusgat. Aan de binnenzijde is er geen spoor van een secundair verhemelte. De vaak zeer ingewikkeld gedraaide luchtgangen van sommige andere ankylosauriërs lijken bij Europelta dus te ontbreken. Er zijn tweeëntwintig à vijfentwintig maxillaire tanden die naar achteren in grootte toenemen; de laatste zes zijn opvallend groter dan de voorste. Ook de tandrij is slechts licht ingesnoerd en het verhemelte heeft niet het typische zandloperprofiel van de meeste afgeleide nodosauriden. In zijaanzicht is de tandrij licht bol. De neusbeenderen zijn rechthoekig in profiel, vooraan iets smaller dan achteraan. Ze zijn niet vergroeid en buigen aan hun zijkanten naar beneden voor een horizontaal contact met de bovenkaaksbeenderen. Aan de achterkant hebben ze een gezamenlijk tongvormig uitsteeksel dat de voorhoofdsbeenderen overlapt. Hun bovenkant heeft maar een licht reliëf en hun onderkant is vrij glad wat bevestigt dat de neusholte eenvoudig gebouwd was. De oogkas heeft de vorm van een vooraan naar beneden hellende rechthoek, iets langer dan hoog, en is licht naar voren gedraaid. De rand van de oogkas wordt bezet door een ring van zeven grote osteodermen, "circumorbitale" schubben. De beschrijvers zien die als vastgegroeide en verbeende hoornschubben, niet als aparte diepere huidverbeningen zoals veel andere onderzoekers. De grote "suborbitale" hoorn schuin onder en achter de oogkas wordt voornamelijk gevormd door het quadratojugale in plaats van het jukbeen als bij veel verwanten. Ook hiervan is de oppervlaktextuur vrij eenvoudig. De hoorn overlapt in zijaanzicht de onderkant van het quadratum. De hoorn vormt een achterste zijwand van de schedel; het holle profiel van de achterrand daarvan laat in zijaanzicht nog het onderste slaapvenster zien. Het quadratum is overdwars uitzonderlijk breed, zowel onderaan als bovenaan.
Van het schedeldak zijn alleen de naden van de bedekkende beenschubben zichtbaar. Het dak is boven de oogkas wel dikker, maar niet extreem verdikt tot een bult. Misschien was het profiel bij het levende dier wat bol; het holotype heeft een vlak schedeldak wat echter veroorzaakt zou kunnen zijn door compressie. Boven de oogkas schijnen twee grote schubben aanwezig te zijn, gescheiden door een duidelijke kloof: een voorste "anterieure supraorbitale schub" en een achterste "posterieure supraorbitale schub". Een kleine tussenliggende "intermediaire schub" scheidt die laatste van de hoorn op het squamosum. Er lopen duidelijke groeven van de punt van de squamosale hoorn naar het schedeldak. De achterkant van het schedeldak wordt bedekt door een grote centrale schub die de gezamenlijke voorhoofdsbeenderen en wandbeenderen lijkt te bedekken, die misschien vergroeid waren tot een enkel frontoparietale. De situatie aan de voorkant hiervan is niet zo duidelijk. Volgens de beschrijvers kijken we bij het fossiel vooraan recht op het bot van de neusbeenderen zelf, niet bedekt door een schub. Wellicht was geen beenschub aanwezig of is deze verloren gegaan bij het fossiliseren. In de hoeken tussen de neusbeenderen en de frontoparietale schub echter bevinden zich driehoekige opvullende sectoren, volgens de beschrijvers zijn dit aparte schubben die ze echter niet met een bepaald bot in verband hebben kunnen brengen.

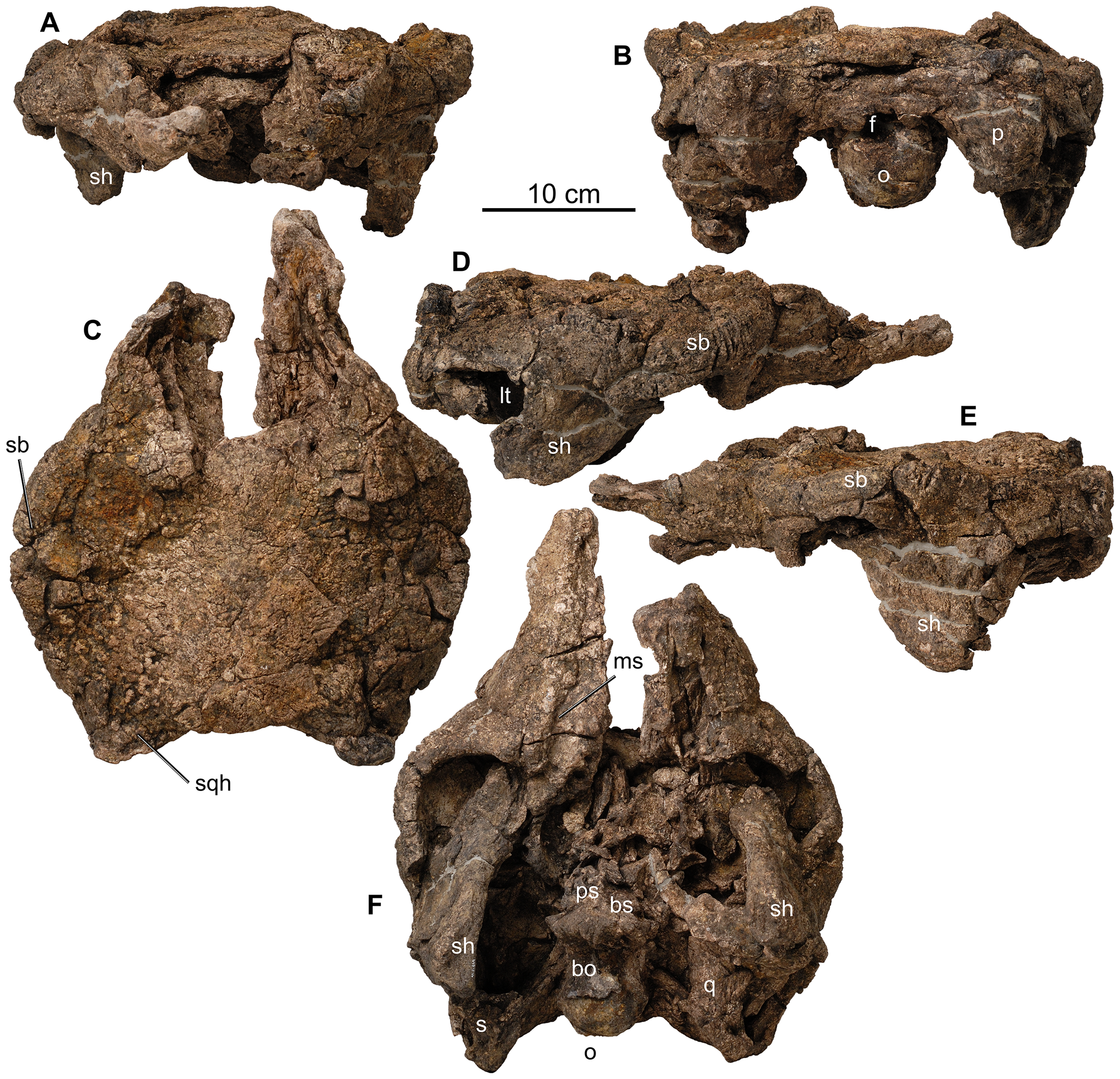
De schedel van het holotype

Het achterhoofd heeft in bovenaanzicht een hol profiel, waar het bij de meeste nodosauriden recht is. Dit hangt samen met de onder een hoek van 30° ver naar achteren uitstekende processus paroccipitales en de hoorns op de squamosa. Er is geen duidelijke nekkam. In achteraanzicht is het achterhoofd breed rechthoekig. De processus paroccipitales steken horizontaal aan weerszijden van het achterhoofdsgat naar hun uiteinden toe verbredend tot het dubbele van hun minimale breedte. De knobbel op het achterhoofd, de condylus occipitalis, is ongeveer cirkelvormig, met een breedte van 59,4 millimeter en een hoogte van 46,5 millimeter. De knobbel is gevormd uit het basioccipitale. Er zijn geen aparte tubera basilaria zichtbaar.

#### Onderkaken
Het dentarium van de onderkaak draagt minstens eenentwintig tanden. Die lopen door tot op anderhalve centimeter van de vrij hoge samengroeiing met het predentarium. Ze steken daarmee negen tandposities voor de maxillaire tanden van de bovenkaak uit wat een sterke aanwijzing is dat er premaxillaire tanden aanwezig waren. De tandrij is bol in zijaanzicht en kromt naar binnen in bovenaanzicht. Het os spleniale aan de binnenkant van de onderkaak is langwerpig met een bolle onderrand en lijkt in zijaanzicht op een stompe driehoek. Het angulare heeft een ruwe buitenkant voor de aanhechting van een grote beenschub die tot een twaalf millimeter onder de onderkaak uitsteekt.
De tanden van de bovenkaak hebben een dikke onderrand aan de binnenkant en een dunne aan de buitenkant. Bij de dentaire tanden van de onderkaak is het net omgekeerd. De tandkroon is relatief groot en breder dan hoog. Het profiel is min of meer driehoekig. De vertandingen aan de snijranden, tot negen aan de voorrand en tot zeven aan de achterrand, zijn gescheiden door matig diepe groefjes. De wortels zijn lang met een vierkante dwarsdoorsnede.

#### Postcrania

##### Wervelkolom
In de eerste halswervel, de atlas, is het doornuitsteeksel gespleten in twee helften. Bij de voorste halswervels hebben de onderkanten een lage kiel met aan weerszijden langwerpige uithollingen, net als bij Animantarx. De doornuitsteeksels van de halswervels zijn bovenaan overdwars verbreed. De nekribben zijn niet vergroeid.
De voorste ruggenwervels zijn amfiplat: aan beide zijden afgeplat. Ze missen een kiel en hebben cilindervormige wervellichamen met ronde ruggenmergkanalen. Hun zijuitsteeksels zijn T-vormig en staan al schuin omhoog, niet nog horizontaal zoals bij Polacanthus. Hun ribben met L-vormige doorsnede zijn soms vergroeid bij het grotere holotype maar niet bij het kleinere en dus vermoedelijk jongere paratype. Meer achterste ruggenwervels zijn korter en ingesnoerd, met overdwars afgeplatte ruggenmergkanalen en nog schuinere zijuitsteeksels. Hun doornuitsteeksels zijn dun en rechthoekig in zijaanzicht met maar licht overdwars verbrede uiteinden. Hun T-vormige ribben zijn niet vergroeid.
Het heiligbeen bestaat vermoedelijk uit tien wervels: vier "echte" sacrale wervels, daarvoor vijf dorsosacrale wervels die "ingevangen" zijn uit de rug en achteraan één caudosacrale wervel die ingevangen is uit de staart. Samen zijn ze vergroeid tot een synsacrum, bij het paratype van een halve meter lengte een vierenveertig centimeter breedte over de sacrale ribben gemeten. Het synsacrum is als geheel, in plaats van iedere wervel afzonderlijk, in het midden een anderhalve centimeter ingesnoerd. Het synsacrum is uitzonderlijk sterk gewelfd in de lengterichting, meer dan van enige nadere ankylosauriër bekend is. De doornuitsteeksels zijn versmolten tot een supraneurale plaat die wat leger is dan de hoogte van de wervellichamen. Een uitzondering is het doornuitsteeksel van de caudosacrale wervel dat langer is en bovenaan niet verbreed, een tussenvorm vormend met de processus spinosi van de staartwervels. De onderkant van het synsacrum is uitgehold door een trog in de lengterichting. De uiteinden van de sacrale ribben vormen zeer hoge, tot vierennegentig millimeter, verbindingen met de darmbeenderen.
De bewaarde staartwervels van het holotype, vermoedelijk van de derde tot en met zevende positie, zijn korter dan hoog. Hun naar achteren hellende doornuitsteeksels zijn bovenaan nauwelijks overdwars verbreed. De zijuitsteeksels beginnen hoog op het wervellichaam, buigen dan naar beneden en treken uiteindelijk vlak. Hun uiteinden zijn niet verticaal verbreed. De chevrons zijn ongeveer even lang als de doornuitsteeksels, vrij recht, en eindigen in druppelvormige verbredingen in zijaanzicht. Zij zijn niet met hun wervels vergroeid. Bij het paratype is zichtbaar dat de middenstaart verstijfd wordt doordat de naar achteren hellende doornuitsteeksels, vergroeid met de achterste gewrichtsuitsteeksels, over de achterliggende wervels heengroeien. De staartwervel blijven tot bijna het eind van de reeks een ronde tot hartvormige dwarsdoorsnede behouden. Wel groeien nu de sledevormige chevrons vast en verbinden zo de wervels. De achterste vier wervels zijn tot één geheel versmolten tot een taps toelopende staaf.

##### Ledematen
Het schouderblad loopt vermoedelijk tamelijk recht in zijaanzicht. Het ravenbeksbeen is min of meer vierkant van profiel in plaats van sterk langwerpig, zij het met een ronde onderrand. Een voorste uitsteeksel van de onderrand ontbreekt. Het schoudergewricht is overdwars breed, aan de binnenzijde voorzien van een naar binnen uitstekende richel. Twee vermoedelijke borstbeenderen zijn geïdentificeerd. De gepaarde elementen zijn vijfendertig centimeter lang en hebben de vorm van gewelfde platen. Eigenaardig is dat hun randen niet gegolfd zijn en de platen niet door fenestrae doorboord als bij andere bekende nodosauride borstbeenderen.
Op het opperarmbeen is de kop goed ontwikkeld, doorlopend tot op de achterzijde. De kop is van de binnenhoek en de deltopectorale kam gescheiden door duidelijke inkepingen. De deltopectorale kam steekt zijwaarts uit, zonder een voorwaartse buiging. De kam beslaat minder dan de helft van de schachtlengte. Ten opzichte van de schacht zijn de uiteinden sterk verbreed. Van de onderarm is weinig bekend.
In het bekken is het heupgewricht gesloten. Het darmbeen steekt bijna over de hele breedte buiten het heupgewricht uit. Het voorblad van het darmbeen wijkt 30° naar bezijden uit. Het achterblad toont verruwingen voor de vergroeiing met het heupschild. Het schaambeen is naadloos met het zitbeen vergroeid. In deze sector bevindt zich een doorboring, het sleutelgatvormige foramen obturatum. Het zitbeen heeft een rechte schacht maar een voorwaartse knik aan het onderste uiteinde. De rechte schacht is wel als een basaal kenmerk beschouwd voor de Ankylosauria, waarbij de schacht bij latere nodosauriden gebogen raakte en bij Ankylosauridae recht bleef, maar Kirkland wees erop dat dat sommige Stegosauria ook een gebogen schacht hebben evenals de Jurassische vorm Mymoorapelta en dat dus juist de rechte schacht later verworven kan zijn, wellicht door een verkorting van het stuk onder de knik. In ieder geval is Europelta de oudste bekende ankylosauriër met een rechte zitbeenschacht.
Het dijbeen is robuust en heeft bij het holotype een lengte van 502,9 millimeter. Het heeft dus 91% van de lengte van het dijbeen, de hoogste waarde die van enige ankylosauriër bekend is, misschien om een vermogen tot rennen te scheppen. De dijbeenkop staat wat omhoog, onder een hoek van 115° met de schacht. De kop is nogal breed en steekt zowel aan de voorkant als aan de achterkant buiten de lijn van de schacht uit. Er is een duidelijke nek. De trochanter minor ligt als een lage versmolten richel tegen de voorkant van de trochanter major. De vierde trochanter ligt boven het midden van de achterkant van de schacht maar is zo robuust dat de onderrand daar overheen steekt. De vrij hoge positie is typisch voor nodosauriden. Het onderste gewrichtsvlak is afgeplat en de groeve tussen de gewrichtsknobbels keept het bot alleen aan de voorzijde en achterzijde in, wat op een gering vermogen tot rennen wijst. Het scheenbeen is robuust en 455,8 millimeter lang bij het holotype. De schacht ervan is maar matig ingesnoerd. De crista cnemialis aan de voorste bovenkant is afgerond. Onderaan is het scheenbeen versmolten met het sprongbeen. Met 395,5 millimeter is ook het kuitbeen vrij lang. Het is tamelijk slank, bovenaan niet verbreed en aan het ondervlak wat hol. Een bot is geïdentificeerd als het hielbeen. Het is zijdelings afgeplat, bol aan de buitenkant en hol aan de binnenkant. Hielbeenderen worden zelden bij ankylosauriërs aangetroffen: ze zijn versmolten met het kuitbeen of wellicht geheel gereduceerd. Er was er een bekend van het jong van Anodontosaurus en van het holotype van Niobrarasaurus.
De middenvoetsbeenderen staan met hun in doorsnede rechthoekige bovenste uiteinden aaneengesloten tot een hechte voet. De teenkootjes zijn kort zoals bij alle ankylosauriërs. De voetklauwen zijn vrij groot, langwerpig en tongvormig, bijna even lang als de middenvoetsbeenderen. Kirkland vermoedde dat er vier tenen per voet waren.

### Osteodermen
Het lichaamspantser is niet in verband gevonden; er zijn dus slechts losse osteodermen van bekend. Halsbergen die de nek beschermden zijn niet aangetroffen; Kirkland ging er overigens van uit dat die oorspronkelijk wel aanwezig waren. Om toch wat orde te brengen in de vele tientallen opgegraven pantserplaten werden ze in acht typen ingedeeld van Type A tot Type H.
Type A vertegenwoordigt een schouderstekel of nekstekel. Hiervan is maar één beschadigd exemplaar aangetroffen met een bewaarde lengte van vijftien centimeter. Dit heeft een Y-vormige dwarsdoorsnede. De basis is asymmetrisch met en voorste en achterste gedeelte dat lager ligt dan het midden van de basis. Type B bestaat uit grote zijstekels van de staartbasis. Ze zijn verticaal afgeplat, hol van binnen, hebben een asymmetrische basis en scherpe randen. De punten ervan krommen naar achteren. Bij Type C gaat het vermoedelijk om grote rechthoekige rugplaten met een lengte van tussen de vijftien en vijfentwintig centimeter. Ze hebben een lage kiel op de middenlijn lopen of iets terzijde daarvan. Ze zijn overdwars licht gebogen en kunnen een aaneensluitend pantser op het voorste torso gevormd hebben, vooral op de middenlijn daarvan. Type D betreft grote ruitvormige of druppelvormige asymmetrische platen met een lengte van tussen de tien en twintig centimeter. Ze zijn vrij breed met een breedte die minstens de helft bedraagt van de lengte. Ze dragen een vrij hoge kiel met een naar achteren gerichte punt die soms over de achterrand heensteekt. Zulke platen zijn van veel ankylosauriërs bekend en blijken daar als ze in verband liggen rijen osteodermen op de rug vóór het heupschild te vormen. De bredere platen van dit type zijn dunner en massiever; smallere osteodermen hebben een hogere kiel met een holte onder de punt. Type E lijkt op, en gradeert met, Type D maar is langwerpiger met een lengte van tussen de tien en vijftien centimeter en met een holle basis zodat een V-vormige dwarsdoorsnede ontstaat. Zulke osteodermen zijn bekend van de zijkant van de romp en de staart. Type F bestaat uit ronden en ovale osteodermen met een lengte van tussen de vijf en vijftien centimeter en een lage kiel. Meestal hebben ze een vrij vlakke basis. Zulke platen komen het meest voor en vulden de ruimten tussen grotere platen op, vlak vóór het rugschild, in het heupschild, op de staart of op de zijkanten van de ledematen. Van Type G is maar één exemplaar bekend. Het bestaat uit een afgeronde dunne driehoekige plaat, twaalf bij zeven centimeter groot en met een uniforme dikte van een halve centimeter. Barnum Brown heeft eens bij een exemplaar van Sauropelta aangegeven dat zo'n plaat van een voorpoot afkomstig was. Type H bestaat uit kleine ronde of ovale beenschubben welke die delen van het lichaam bedekten die niet door de echte platen beschermd werden.
Sommige stukken waren niet bij een van de acht typen in te delen.
Van het heupschild kan met meer zekerheid de vorm van de osteodermen aangegeven worden daar de grenzen ervan waarneembaar zijn op de darmbeenderen. De platen meten daar zeven tot tien centimeter en hebben vermoedelijk geen kiel. Ze liggen nauw aaneengesloten. Hun grenzen zijn echter scherp afgetekend wat suggereert dat het schild nog wat buigzaam was. Een grote plaat met naar achteren gerichte kiel werd door Kirkland verondersteld op de voorste hoek van het heupschild gezeten te hebben.

## Fylogenie
Europelta staat vermoedelijk basaal in de Nodosauridae. De beschrijvers hebben geen cladistische analyse uitgevoerd, omdat ze de lijsten kenmerken van bestaande analyses niet voldoende op de afwijkende eigenschappen van Europelta toegesneden vonden en ze zelf geen tijd hadden een heel nieuwe matrix op te stellen. Ze hebben dus de oude methode van de vergelijkende anatomie toegepast. Daarbij kwamen ze tot de conclusie dat Europelta het nauwst verwant was aan een groep van Europese nodosauriden die ze als een clade Struthiosaurinae definieerden. Tot deze aftakking behoren behalve Europelta ook Anoplosaurus, Hungarosaurus en de soorten van Struthiosaurus.
De beschrijvers beschouwden Europelta als de oudste bekende nodosauride uit Europa. Kirkland wijst erop dat hij eerder meende dat Noord-Amerika en Europa in het late Barremien door de zich openende noordelijke Atlantische Oceaan gescheiden werden. De ontdekking van Europelta vormt echter een aanwijzing dat op beide continenten tegelijkertijd de Polacanthidae door de Nodosauridae werden opgevolgd, wat er weer op lijkt te duiden dat er nog geen complete geografische scheiding was.